# Гимназија „Борислав Петров Браца” Вршац
Гимназија „Борислав Петров Браца” једна је од средњих школа у Вршцу. Налази се у улици Михајла Пупина 1. Назив је добила по Браци Петрову, партијском раднику и учеснику Народноослободилачке борбе.

## Историјат
На иницијативу Јосифа Јовановића Шакабента 1790. године је основана Граматикална школа, латинска нижа гимназија. Са Карловачком гимназијом је у том тренутку била и највиша школска установа код Срба. Омогућавала је бесплатно школовање српске и румунске омладине и представљала је луку одржавања српства у Угарској. Године 1895. је за потребе Гимназије сазидана посебна зграда из које је премештена 1983. Од 1994. су побратими Колеџа „Константин Дијаконович Лога” и Српске теоретске гимназије „Доситеј Обрадовић” из Темишвара. Данас представља двојезичну школу, настава се изводи на српском и румунском језику. Налази се у пограничној зони, у близини границе са Румунијом. Одликују је мултикултуралност, као и мултиконфесионалност. Од страних језике се изучавају енглески, немачки и француски, а од 1997. године ученици имају могућност да науче и италијански језик. Настава се одвија у двадесет и шест кабинета, садрже фискултурну салу, теретану, библиотеку са 8500 књига, амфитеатар са двеста места и школски клуб. Добитници су повеље „Капетан Миша Анастасијевић” 2014. за најбољу образовну установу у региону и признање Владе Републике Србије за добро управљање, ефикасност, релевантност и одрживост показану спровођењем пројекта „Побољшање сарадње на пољу културе у регионима Јужног Баната, Тамиша и Караш Северина” у оквиру програма прекограничне сарадње Румунија–Србија. Школске 2022—2023. године је уписано 118 ученика у четири смера: тридесет ученика је уписало Природно математички смер, шездесет Друштвено језички смер, двадесет Спортско одељење намењено ученицима са посебним способностима за спорт и осамнаест Општи смер на румунском језику. Знамените личности које су завршиле гимназију у Вршцу су Златибор Петровић, Александар Фира, Петар Влаховић, Стеван Петровић, Васко Попа, Флорика Штефан, Петру Крду, Радомир Путник, Душан Белча, Олга Остојић Белча, Рада Ђуричин, Паја Јовановић, Арнолд Карањи, Карел Направник, Јохан Вилхем, Вилма Лерман, Александар Вираг, Екатарина Ристицијев и Светислав Вуковић.